# دانشگاه زرقا
دانشگاه زرقا (به عربی: جامعة الزرقاء) یک دانشگاه در اردن است که در زرقاء واقع شده‌است.